# Ussher-Lightfoot-Kalender

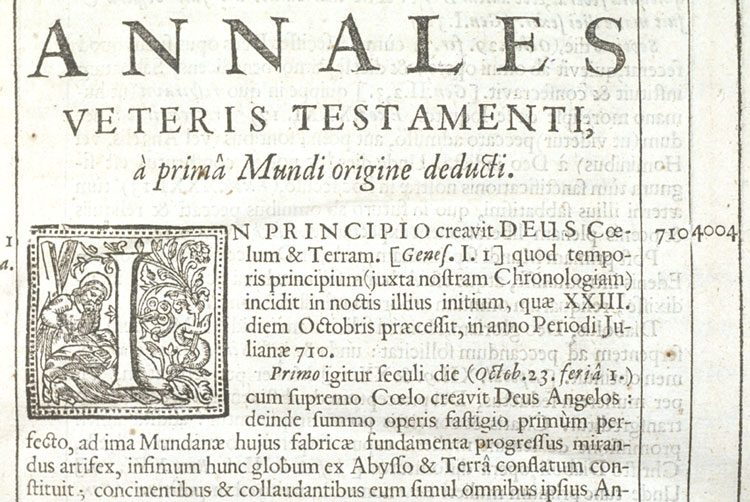
Anfang von James Usshers Annales

Der Ussher-Lightfoot-Kalender ist eine Chronologie, die auf ein annalistisches Werk von James Ussher, dem Erzbischof von Armagh und Primas von Irland, aus dem Jahr 1650 zurückgeht. Er versuchte darin unter anderem, das Datum der Schöpfung aus Angaben der Bibel abzuleiten, und ermittelte dafür den 23. Oktober 4004 vor Christus nach dem Julianischen Kalender.

## Einordnung
Usshers Werk Annales veteris testamenti, a prima mundi origine deducti („Annalen des Alten Testaments, hergeleitet von den frühesten Anfängen der Welt“) war sein Beitrag zur theologischen Debatte über das Alter der Erde. Über Jahrhunderte war es ein Hauptanliegen vieler christlicher Gelehrter, das Weltalter beziehungsweise die seit der Erschaffung von Himmel und Erde vergangene Zeit zu bestimmen. Das von Ussher dafür vorgeschlagene Jahr 4004 v. Chr. unterschied sich nicht wesentlich von den Abschätzungen Beda Venerabilis’ (3952 v. Chr.) oder Scaligers (3950 v. Chr.). Eine weit verbreitete Annahme war es, der mögliche Zeitraum für das Bestehen der jetzigen Erde belaufe sich auf 6000 Jahre – etwa 4000 Jahre vor der Geburt Christi und 2000 Jahre danach – entsprechend den sechs Tagen der Schöpfung, mit der Begründung, dass beim Herrn ein Tag wie tausend Jahre und tausend Jahre wie ein Tag sind (2. Petrus 3,8).
Obschon Usshers Datum aus heutiger Sicht ungewöhnlich erscheinen mag, lag es also recht genau in dem von den Gelehrten seiner Zeit ohnehin bereits akzeptierten Bereich. Tatsächlich hatte John Lightfoot von der Universität Cambridge schon 1644 sehr ähnliche Berechnungen des Schöpfungsdatums angestellt und veröffentlicht, deren Resultat mit dem Usshers übereinstimmt. Lightfoot meinte zudem, auch die Tageszeit für die Erschaffung des Menschen angeben zu können, nämlich 9:00 Uhr morgens:
„[T]his work took place and man was created by the Trinity on October 23, 4004 B.C., at nine o'clock in the morning.“ (zitiert nach Andrew Dickson White: A History of the Warfare of Science with Theology in Christendom.)
Die Namen Ussher und Lightfoot werden daher oft im Zusammenhang genannt, in Anerkennung ihrer gemeinsamen „Entdeckung des Schöpfungszeitpunkts“.
1728 veröffentlichte Isaac Newton neue Berechnungen (The Chronology of Ancient Kingdoms Amended) im Versuch, die Chronologie mit astronomischen Daten in Übereinstimmung zu bringen. Dabei kam er zu dem Ergebnis, dass die Welt 534 Jahre jünger sei, als von Ussher berechnet.

## Bedeutung des Datums
Ussher grenzte das Datum auf den 23. Oktober 4004 v. Chr. (nach Julianischem Kalender) ein, indem er den jüdischen Kalender heranzog und den Schöpfungszeitpunkt auf die Herbst-Tagundnachtgleiche bezog. 
Den Wochentag leitete er von den sechs Schöpfungstagen und dem siebten Tag, an dem Gott ruhte, her. Der Ruhetag ist in der jüdischen Tradition der Sabbat.

## Usshers Methodik
Der enge Bereich der Abschätzungen Gelehrter wie Ussher rührte im Wesentlichen von einer einheitlichen Methodik bei der Berechnung des Schöpfungszeitpunkts her. Sie beruhte auf der Verwendung der Bibel als wichtigster Grundlage. Da die Bibel im Lauf der Jahrhunderte jedoch aus Quellen unterschiedlicher Herkunft zusammengestellt worden war, in verschiedenen Fassungen und mit längeren zeitlichen Lücken, war es nicht möglich, eine einfache Summation biblischer Alter und Daten vorzunehmen. In einem Artikel über Usshers Kalender unterscheidet John Barr (siehe #Literaturangaben) drei verschiedene Zeitabschnitte, die Ussher zu untersuchen hatte:
- Frühzeit (Schöpfung bis Salomon): Der anscheinend einfachste Abschnitt, da die Bibel eine fortlaufende männliche Abstammungsfolge von Adam bis Salomon enthält, mitsamt dem Alter der einzelnen Personen. Indes weisen nicht alle Bibelfassungen dieselben Altersangaben auf: So sind sie etwa in der Septuaginta wesentlich länger,  was auf einen über 1000 Jahre weiter zurückliegenden Schöpfungszeitpunkt führt. Ussher löste dieses Problem, indem er stattdessen auf die Hebräische Bibel zurückgriff.
- Frühes Zeitalter der Könige (Salomon bis zur Zerstörung des Tempels und dem Babylonischen Exil): Die Abstammungsfolge wird hier unterbrochen, lediglich die Herrschaftsdauer der Könige ist verzeichnet, jedoch kompliziert durch eine Reihe von Überlappungen und Unklarheiten. Ussher musste hier die biblischen Aufzeichnungen mit bekannten historischen Daten anderer Personen und Herrscher in Verbindung bringen, um eine durchgehende zeitliche Abfolge herstellen zu können.
- Spätes Zeitalter der Könige (Esra und Nehemia bis zur Geburt Jesu): Hierüber liefert die Bibel überhaupt keine Informationen. Ussher und seine Mitstreiter mussten daher versuchen, jedes bekannte Ereignis dieses Zeitabschnitts mit einem historisch datierbaren Ereignis anderer Kulturen zu verknüpfen, etwa von Chaldäern, Persern und Römern. So konnte beispielsweise der Tod des chaldäischen Königs Nebukadnezar II., der Jerusalem 586 v. Chr. einnahm, in Übereinstimmung mit dem 37. Jahr des Exils von Jojachin  (2. Könige 25,27) gebracht werden.

Mittels dieser Methodik war es Ussher möglich, ohne weitere Anpassungen das Schöpfungsdatum auf etwa das Jahr 4000 v. Chr. zu bestimmen. Er verlegte es zurück auf 4004 v. Chr., um einem Fehler Rechnung zu tragen, der Dionysius Exiguus unterlaufen war, dem Begründer der christlichen Zeitrechnung. Das Todesjahr von Herodes war auf 4 v. Chr. bestimmt worden, so dass Jesus nicht später geboren sein konnte. Seine Geburt musste daher irgendwo zwischen 37 v. Chr., dem Jahr, in dem Herodes die Herrschaft über Jerusalem erlangte, und 4 v. Chr. liegen. Letztendlich kam Ussher zu dem Schluss, das Geburtsjahr Christi müsse 4 v. Chr. gewesen sein.
Die Jahreszeit, zu der die Schöpfung stattgefunden hatte, war Thema erheblicher theologischer Debatte zu Usshers Zeit. Viele Gelehrte schlugen vor, dass sie im Frühling gewesen sei, dem Beginn der Zeitrechnung von Babyloniern, Chaldäern und weiteren Kulturen. Andere, darunter Ussher, hielten es für wahrscheinlicher, dass der Zeitpunkt im Herbst gelegen hatte, hauptsächlich weil in diese Jahreszeit der Beginn des jüdischen Jahres fällt.

## Usshers Chronologie aus heutiger Sicht
Es ist Zufall, dass Usshers Chronologie bis heute relativ bekannt ist, während diejenigen von Scaliger, Beda und anderen in Vergessenheit gerieten. Etwa fünfzig Jahre nach Usshers Tod begann man, seine Chronologie den kommentierten Ausgaben der sehr einflussreichen Bibelübersetzung King-James-Bibel beizufügen. Auf der ersten Seite der Genesis war Usshers Schöpfungszeitpunkt 4004 v. Chr. verzeichnet, wodurch dieser gleichsam als kanonische Abschätzung der Bibel etabliert wurde. (Tatsächlich dürften Usshers Annales sich umfänglich nur zu etwa einem Sechstel auf die Bibel stützen.) Auch in der Scofield-Bibel war die Chronologie enthalten. In neueren Fassungen der Bibel fehlt sie, es sind jedoch immer noch zahlreiche Ausgaben der kommentierten King-James-Bibel in Umlauf.
Usshers Werk ist ein Beispiel für eine Gläubigkeit geworden, die eine wortwörtliche Auslegung der Bibel versucht. Allerdings widerspricht die Annahme eines derart kurzen Weltalters den Beobachtungen und Erkenntnissen auf zahlreichen Gebieten der Wissenschaft. Schon fünf Jahre nach Usshers These äußerte etwa Isaac de La Peyrère die Vermutung, dass allein die Menschheitsgeschichte älter als 4000 Jahre sein müsse, was durch frühe geologische Hypothesen (etwa die Funde bestimmter Werkzeuge) gestützt wurde. La Peyrère musste allerdings seine Thesen angesichts der Inquisition widerrufen, wobei sein Buch in Paris öffentlich verbrannt wurde. 
Vollumfänglich angezweifelt wurde eine wenige tausend Jahre alte Erde von Geologen des 19. Jahrhunderts, die erkannten, dass für den Ablauf der geologischen Prozesse, die das heutige Aussehen der Erde bestimmten, viele Millionen Jahre notwendig gewesen sein mussten. Auch die Evolutionstheorie Darwins deutete auf langwierige Entwicklungen hin.
Trotzdem gibt es auch heute noch Menschen, die sich auf Usshers Annales stützen, um ihren Glauben zu belegen, die Erde sei tatsächlich rund 6000 Jahre alt. Dazu gehören etwa die Junge-Erde-Kreationisten.

### Urtext
- Annals of the World Urtext bei archive.org: https://archive.org/details/AnnalsOfTheWorld

### Sekundärquellen
- John Barr: Why the World Was Created in 4004 BC. Archbishop Ussher and Biblical Chronology. In: Bulletin of the John Rylands University Library of Manchester. Band 67, 1984, ISSN 0301-102X, S. 575–608 (PDF).
- Stephen Jay Gould: Fall in the House of Ussher. In: Stephen Jay Gould: Eight Little Piggies. Reflections in Natural History. Cape Books, London 1993, ISBN 0-224-03716-1.
- Philip Mauro: Die Chronologie der Bibel. Dönges, Dillenburg 1925.